# Bdella decipiens
Bdella decipiens är en spindeldjursart som beskrevs av Tord Tamerlan Teodor Thorell 1871. Bdella decipiens ingår i släktet Bdella, och familjen Bdellidae. Arten är reproducerande i Sverige.